# Sunnyside Gardens

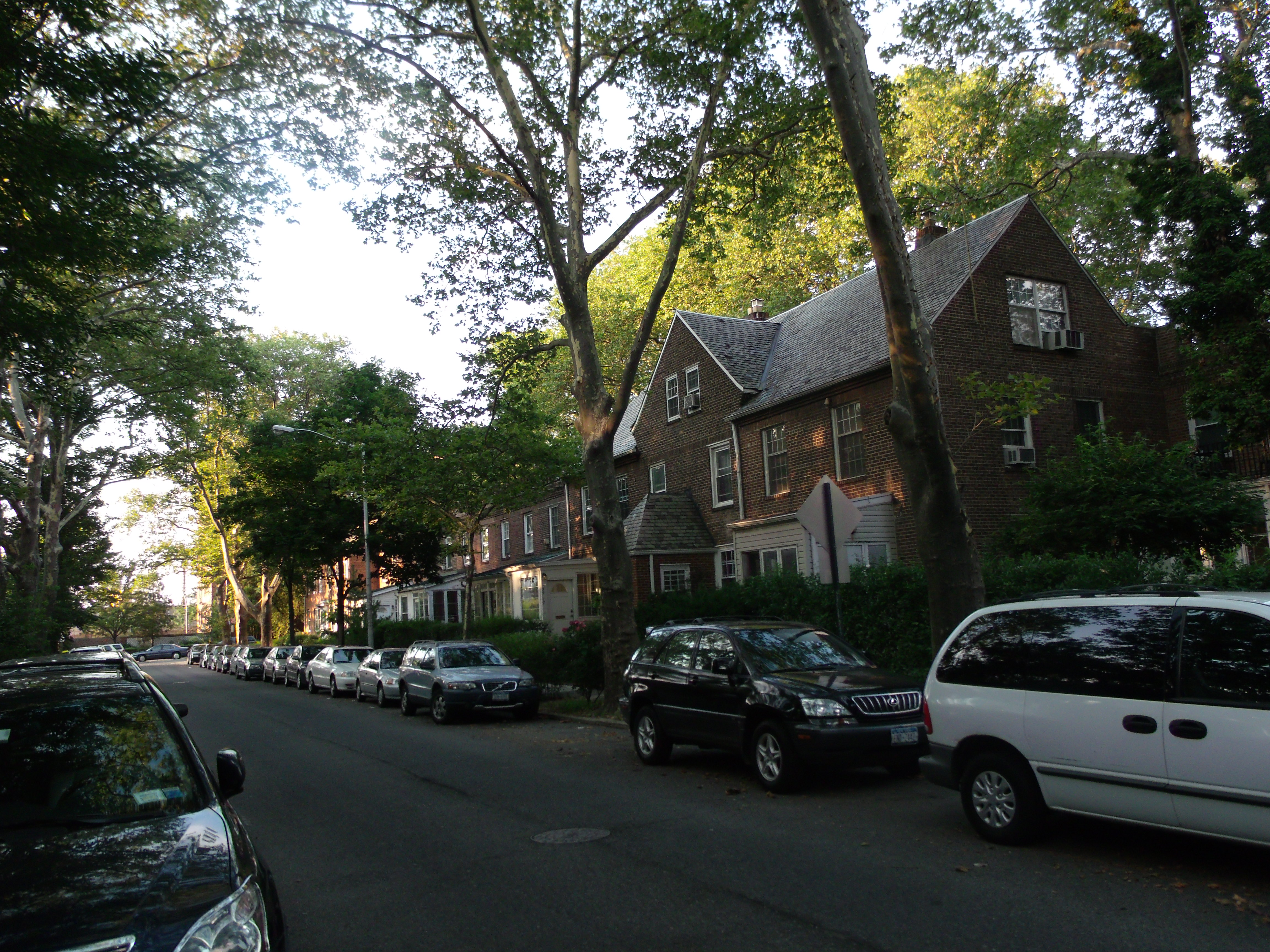
Historischer Bezirk Sunnyside Gardens

Sunnyside Gardens ist ein Historic District im Stadtviertel Sunnyside im Westen des Stadtbezirks Queens, New York City. Die Siedlung wurde zwischen 1924 und 1928 von der City Housing Corporation unter Leitung von Alexander Bing gebaut und von den Architekten Clarence Stein und Henry  sowie der Landschaftsarchitektin Marjorie Sewell Cautley entworfen. Sie ist die erste durch die englische Gartenstadtbewegung inspirierte Gartenstadt-Siedlung in den USA.

## Lage und Anlage
Sunnyside Gardens erstreckt sich über rund 22 Hektar (55 Acre) zwischen Queens Boulevard und Sunnyside Yard im Nordwesten von Queens. Das Viertel umfasst 17 Stadtblocks mit 563 Reihenhäuser und 32 kleine Apartmenthäuser. Zusammen bieten sie etwa 1200 Wohneinheiten. Die Gebäude sind in sogenannten „Courts“ gruppiert, die gemeinschaftlichen Innenhöfe und Gärten.

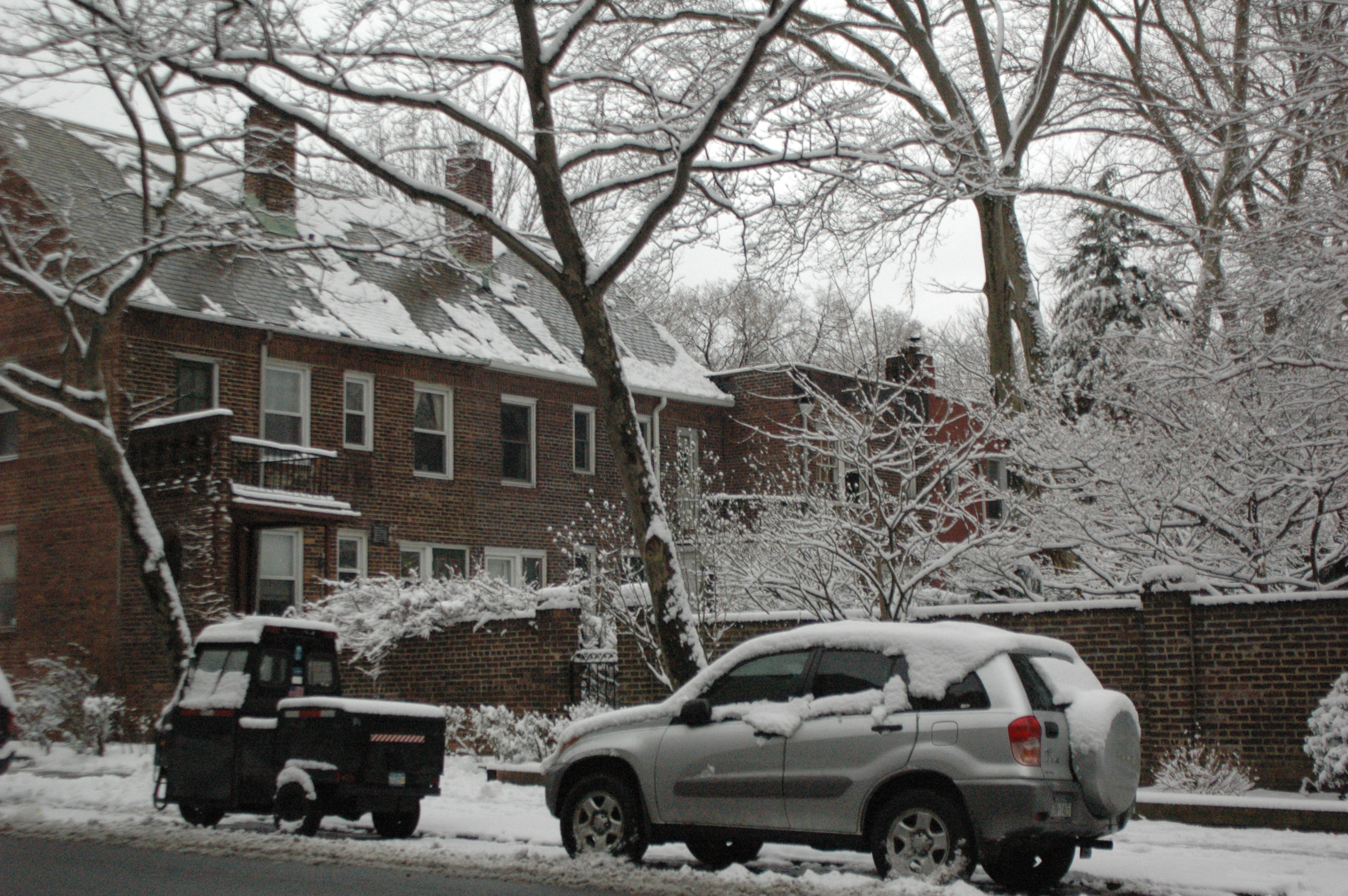
Ein Haus in der 39th Avenue

Über 70 Prozent jeder Blockfläche sind als Grünfläche ausgewiesen. Sunnyside Gardens hat etwa 5000 Einwohner.

## Architektur und Planung

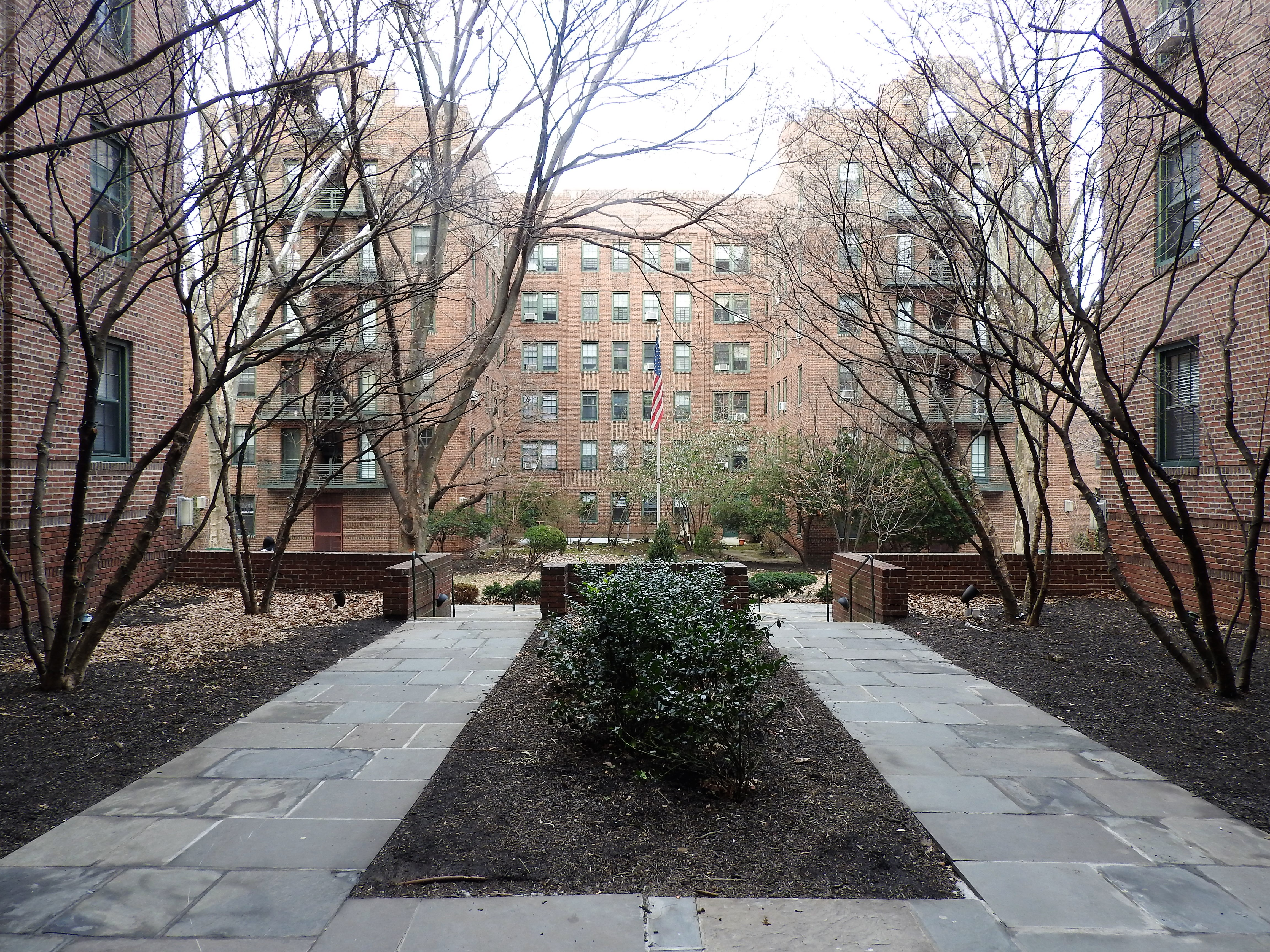
Phipps Garden Apartments

Sunnyside Gardens besteht aus einer Mischung von ein- bis dreistöckigen Reihenhäusern und wenigen Apartmentgebäuden. Es gibt zwei Grundtypen: den „Courtyard“-Block mit gemeinsamem Innenhof und den „Mews“-Block mit gemeinsamer Vorderfront und privaten Gärten im Hinterhof. Ein besonderes Merkmal ist der private Sunnyside Gardens Park am nördlichen Rand, einer von nur zwei privaten Parks in New York City. Die von 1931 bis 1932 und 1935 errichteten Phipps Garden Apartments, ein weiteres bedeutendes Wohnprojekt, ergänzen das Ensemble.

## Soziale und historische Bedeutung
Das Projekt entstand aus der Idee, gesunden und erschwinglichen Wohnraum mit viel Grün für Arbeiterfamilien zu schaffen. Während der Weltwirtschaftskrise verloren viele Bewohner ihre Häuser, doch die Gemeinschaft setzte sich gegen Zwangsräumungen zur Wehr. Ursprünglich schützten 40-jährige Nutzungsauflagen das Erscheinungsbild der Höfe und Gärten; nach deren Ablauf wurde Sunnyside Gardens 1974 als „Special Planned Community Preservation District“ ausgewiesen, um die offene Gestaltung dauerhaft zu sichern.

## Denkmalschutz
Sunnyside Gardens wurde 1984 in das National Register of Historic Places aufgenommen und ist seit 2007 als Historic District von der New York City Landmarks Preservation Commission unter Schutz gestellt.